# Yalo (woreda)
Yalo est un des 29 woredas de la région Afar, en Éthiopie. Le siège administratif est le village de Gubiyra. Le village de Dibina est un des plus grands du woreda.

## Démographie
Au recensement de 2007, la population du woreda était de 47 468 habitants.